# ФК РаундГлас Пенджаб
ФК „РаундГлас Пенджаб“ (на английски: RoundGlass Punjab) е професионален футболен клуб със седалище в град Мохали, щата Пенджаб, Индия.
Отборът му е в състава на Ай-Лигата, най-високото ниво на футбола в Индия, където става шампион в сезон 2017/2018.

## Имена
Първоначално клубът носи името „Минерва Академи“ (Minerva Academy), при приемането му в Ай-Лигата става „Минерва Пенджаб“ (Minerva Punjab), преименуван е на „Пенджаб“ (Punjab) през 2019 г. и на „РаундГлас Пенджаб“ през 2020 г.
Минерва е древноримска богия на мъдростта и войната за благородна кауза; Атина е древногръцкият ѝ аналог. Тя е покровителка на занаятите, изкуствата и науките, смятана за откривателка на музиката и закрилничка на жените.
РаундГлас идва от името на настоящия собственик на футболния клуб.

## История
През 1955 година подполковник Деол основава Институт за подготовка на военни кадри. Той носи името „Минерва Академи“, а неговото местонахождение е в Мохали, щата Пенджаб, на 10 км от град-територия Чадигарх.
През 1970-те години млади таланти от „Минерва Академи“ и Общинското училище със същото име формират отбор, който се нарежда сред най-силите младежки отбори в Индия. Hа нациоално ниво той печели десетки турнири до 1990-те години, когато училището затваря врати, а отборът е разпуснат.
През 2005 г. Ранджит Баджадж (Ranjit Bajaj), внук на подполковник Доул, възстановява дейността на отбора. Подбраните 100 футболисти са разделени в няколко възрастови групи, които населяват изоставения военен лагер в Мохали. Следвайки специална програма за развитие, 35 играчи от Академията попадат в национални формации.
При Баджадж тимът започва да се изкачва стремглаво нагоре. През 2013 г. дебютира във Втора дивизия на националната лига и завършва на 2-ро място. 2 години по-късно печели и промоция в елита. През изминалия сезон отборът е единствен представител на щата Пенджаб в „Ай-лигата“. Титлата през 2018 г. го превръща в първия тим от Северна Индия, станал шампион. Голмайстор № 1 за отбора е младият нападател от Бутан Чечо Гелтшен. Титлата в „Ай-лигата“ дава право на „Орлите“ на участие в квалификациите за Шампионската лига на Азия
Собственикът на клуба Ранджит Баджадж го продава на RoundGlass Sports Pvt Ltd през април 2020 г. Негов треньор е британецът Ашли Уестууд (Ashley Westwood).

## Стадион
В града има едно-единствено игрище за футбол, наречено „Сектор 17“. Съоръжението, изградено в края на 1960-те години, разполага с трибуни и помощни игрища. И в наши дни то служи само за тренировките на футболистите.
Отборът играе домакинските си мачове на стадион „Гуру Hанак“, Лудхяна в щата Пенджаб, на 108 км западно от Чандигарх с капацитет 
30 000 зрители.

## Успехи
Hационални
- Ай-Лига
  -  Шампион (1): 2017-18

- Ай-лига 2-ра дивизия
  -  Вицешампион (1): 2015–16